# Datolit
Datolit – minerał należący do gromady krzemianów boru. Jest zasadowym krzemianem wapnia i boru. Nazwa pochodzi od greckich słów dateomai oznaczającego dzielenie się oraz lithos, czyli kamień.

## Właściwości
Krystalizuje w układzie jednoskośnym. Tworzy kryształy o pokroju krótkosłupkowym, izometrycznym i grubotabliczkowym, a szczególną charakterystyczną cechą jego kryształów jest posiadanie dużej ilości ścian. Najczęściej tworzy zbite drobnokrystaliczne agregaty lub porcelanowe masy, ale i także znacznie atrakcyjniejsze skupienia promieniste, ziarniste, włókniste, masywne, skorupowe, nerkowate, naskorupienia i naloty. Jego groniaste skupienia o budowie włóknisto-promienistej nazywa się zwyczajowo batriolitami. Jest minerałem od przezroczystego do prawie przeświecającego o szklistym połysku. Zawiera w przybliżeniu 34% B2O3. W świetle UV czasami wykazuje niebieską lub białą fluorescencję. 

## Powstawanie i występowanie
Powstaje w wyniku działania procesów hydrotermalnych oraz pomagmowych w obrębie skał zasadowych. Powstanie jego jest zatem związane z procesami polimetamorficznymi.
Występuje zarówno w skałach magmowych, pęcherzykach pogazowych skał wulkanicznych jak i w metamorficznych. Narasta w formie sekrecji i szczotek krystalicznych wypełniając szczeliny w skałach hipabysalnych tworząc druzy i geody. oraz wylewnych (np. bazalty czy tufy). W skałach metamorficznych występuje jako efekt metamorfizmu regionalnego niskiego stopnia (amfibolity i serpentynity) oraz w skałach zmienionych kontaktowo (głównie skarnach). Spotykany również w żyłach kruszconośnych i typu alpejskiego, zasobnych w bor utworach kontaktowych. Współwystępuje najczęściej z zeolitami, apofyllitem, stilbitem, danburytem, aksynitem, pektolitem, heulandytem, prehnitem i kalcytem.

## Miejsce występowania
Jest minerałem rzadkim.
- W Polsce został stwierdzony w cieszynitach okolic Cieszyna, Żywca i Bielska-Białej[3][2].
- Na świecie stwierdzono go w Niemczech (Haslach im Kinzigtal, Andersberg); Austrii (Tyrol); Szwecji, Norwegii (Arendal); Włoszech (Alpe di Siusi, Rosi, Sierra dei Zanchetti); Rosji (Dalniegorsk); Kanadzie (rejon wielkich jezior) oraz Tasmanii i USA (New Jersey, Massachusetts i Kalifornia)[3][5][4].

## Zastosowanie
Głównie jako kamień jubilerski - jeśli spełnia odpowiednie wymogi kryteriów gemmologicznych. Jeśli występuje w większych ilościach jest kopaliną boru.